# Inami (Hyōgo)
Pour les articles homonymes, voir Inami.
Inami (稲美町, Inami-chō) est un bourg du district de Kako, dans la préfecture de Hyōgo, au Japon.

## Géographie

### Démographie
Au 1er octobre 2014, la population d'Inami s'élevait à 30 853 habitants répartis sur une superficie de 34,96 km2.